# إيفلين تيتوس
إيفلين تيتوس (بالإنجليزية: Eve Titus)‏ هي كاتبة سيناريو وكاتِبة وكاتبة للأطفال أمريكية، ولدت في 16 يوليو 1905 في نيويورك في الولايات المتحدة، وتوفيت في 4 فبراير 2002 في أورلاندو في الولايات المتحدة.

## وصلات خارجية
- إيفلين تيتوس على موقع IMDb (الإنجليزية)
- إيفلين تيتوس على موقع قاعدة بيانات الفيلم (الإنجليزية)